# Astragalus arenarius
Espèce
Synonymes
- Tragacantha arenaria (L.) Kuntze

Statut de conservation UICN

 LC  : Préoccupation mineure
Astragalus arenarius, ou astragale sablonneux, est une espèce de plantes à fleurs de la famille des Fabaceae. C'est une plante herbacée originaire du centre et nord-est de l'Europe.

## Description
Cette astragale est une plante herbacée pérenne.

## Répartition et habitat
On trouve cette astragale au centre et au nord-est de l'Europe (Allemagne, Biélorussie, Estonie, Finlande, Lettonie, Lituanie, Pologne, Russie, Slovaquie, Suède, Ukraine).

## Nomenclature et systématique
Cette espèce a reçu une autre appellation, synonyme mais non valide : Tragacantha arenaria (L.) Kuntze